# Maria Gajecka-Bożek
Maria Gajecka-Bożek (ur. 12 lipca 1946 w Zawierciu) – polska polityk, lekarka, posłanka na Sejm III i IV kadencji.

## Życiorys
W 1969 ukończyła studia na Wydziale Lekarskim Śląskiej Akademii Medycznej w Katowicach. Posiada specjalizację drugiego stopnia w zakresie pediatrii, w 1988 uzyskała stopień doktora nauk medycznych. Od 1969 do 2007 pracowała na Oddziale Dziecięcym Szpitala Powiatowego w Zawierciu (m.in. jako ordynator Oddziału Chorób Dzieci). W 2007 przeszła na emeryturę. W 1970 rozpoczęła także pracę jako lekarz konsultant w Poradni Psychologiczno-Pedagogicznej w Zawierciu.
W 1956 wstąpiła do Związku Harcerstwa Polskiego. Od 1964 do rozwiązania należała do Polskiej Zjednoczonej Partii Robotniczej. W latach 1994–2001 pełniła funkcję radnej i przewodniczącej rady miejskiej w Zawierciu. Od 1997 do 2005 sprawowała mandat posła na Sejm III i IV kadencji z okręgów sosnowieckich: nr 15 i nr 32, wybranego z listy Sojuszu Lewicy Demokratycznej. W IV kadencji była wiceprzewodniczącą Komisji Zdrowia. W 2005 nie uzyskała ponownie mandatu.
Działa m.in. w Polskim Towarzystwie Lekarskim i Polskim Towarzystwie Pediatrycznym.